# Borsos Béla (építészmérnök)
Szentgróthi Borsos Béla Sándor (Beregszász, 1913. július 31. – Budapest, 1991. október 7.) építészmérnök, művészettörténész, egyetemi tanár, a művészettörténeti tudományok nagydoktora, a Magyar Építészeti Múzeum alapítója.

## Felmenői, családja
A Borsos családból származik, amely III. Ferdinánd magyar királytól 1646. október 1-én Zala vármegyében kapott címeres nemeslevelet. Ősei előbb Erdőhorvátiba, majd Királyhelmecre, később Nagygéresre költöztek, ahol dédapja, Borsos Péter (Nagygéres, 1806. december 5. – Nagygéres, 1895. december 23.) 1842–ben igazolta a család nemességét. A család nemességét és szentgróthi előnevét 1938-ban a Belügyminisztérium is igazolta.
Nagyapja, Borsos György (Nagygéres, 1839. február 13. – Nagygéres, 1898. szeptember 14.) gazdatiszt. Édesapja Borsos József Kálmán (Makkoshotyka, 1875. november 13. – ) a Szolnoki Királyi Ügyészség elnöke, édesanyja nemes Sarkadi Nagy Ilona Eszter (Sárospatak, 1882. február 13. – ). Szülei 1900. április 21-én Sárospatakon kötöttek házasságot.
Testvére:
- József Zoltán, építőmérnök, egyetemi tanár, a műszaki tudományok doktora (Sátoraljaújhely, 1901. január 6. – Budapest, 1981. július 5.) 1. felesége: Budapest, 1931. szeptember 8.[4] Szécsi Terézia Irén (Budapest, 1907. szeptember 28.[5] – Budapest, 1971. május 20.),[6] 2. felesége: Irányi Lujza

Feleségét, pilisi Neÿ Ákos mérnök és kisjeszeni és folkusfalvi Jeszenszky Lea lányát, buzinkai Buzinkay György özvegyét, Neÿ Katalint (1915 – 2011) Budapesten 1946-ban vette el. Leánya, Borsos Klára 1947-ben született Budapesten. Belsőépítész, stylist, szakújságíró.

## Tanulmányai
Elemi iskoláit Beregszászon és Sátoraljaújhelyen, középiskoláit Szolnokon végezte. 1931-ben a szolnoki Verseghy Ferenc Reálgimnáziumban tett érettségi vizsgát. Egyetemi tanulmányait a Magyar Királyi József Nádor Műszaki és Gazdaságtudományi Egyetemen folytatta, ahol 1936-ban szerzett építészmérnöki oklevelet. 1948-ban a Pázmány Péter Tudományegyetemen végbizonyítványt és bölcsészdoktori oklevelet szerzett. 1967-ben előbb a művészettörténeti tudományok kandidátusa, majd 1986-ban doktora.

## Munkássága
Pályafutását Budapesten 1936-ban különböző kivitelező cégeknél mérnökként, építésvezetőként, magasépítési tervezőként kezdte. A második világháború után a budapesti műemlékek helyreállítási munkáiban vett részt, melynek során rengeteg tapasztalatot szerzett a műemlékvédelem gyakorlati és tudományos problémáinak kezelésében. 1938 és 1950 között a II. sz. Mélyépítési és a XIII. sz. Magasépítési Ügyosztály tisztviselője, a Budapesti Városrendezési Tervező Intézet Tudományos Osztályának (1950–1952), majd a Budapesti Városépítési Tervező Iroda (Buváti) Műemléki és Várostörténeti Szakosztály helyettes vezetője (1952–1963). Az Országos Műemlékfelügyelőség Igazgatási Osztályának, majd a Gyűjteményi Osztályának vezetője 1963 és 1976 között. Vezetősége idején fogalmazódott meg a Magyar Építészeti Múzeum létrehozásának igénye, a létrejött múzeumnak később ő lett az első vezetője. 1953-tól 1955-ig az Eötvös Loránd Tudományegyetem Bölcsészettudományi Karának oktatója. 1955 és 1962 között az Építőipari és Közlekedési Műszaki Egyetem, majd Budapesti Műszaki és Gazdaságtudományi Egyetem, továbbá 1962-től az Iparművészeti Múzeum oktatója. 1969-től a Budapesti Műszaki és Gazdaságtudományi Egyetemnek címzetes egyetemi docense, majd címzetes egyetemi tanára.
Építészet- és iparművészet-történettel, műemlék-elméleti és -helyreállítási, valamint esztétikai kutatásokkal foglalkozott. Műemlékvédelmi feladatai mellett elsősorban a műtárgyak művészi és technikai kérdései foglalkoztatták, ezen belül is elsősorban az üvegtárgyak és lőportartók kedvenc témakörei. Feldolgozta a magyarországi és az európai üvegművesség történetét. Nemzetközileg is alapvetően új eredményeket ért el az üvegművesség-történet nomenklatúrájának kidolgozásában. Ő nevezte el az üvegművesség két nagy és ellentétes technikai eljárásból eredő készítményeinek kategóriáit: fúvottüveg-stílusnak és kristályüveg-stílusnak. Nagydoktori értekezésben az európai üvegművesség fejlődését vizsgálta, doktori disszertációjában a lőporszarukkal foglalkozott.
1952-től részt vett a Budapesti Műemléki Topográfia szerkesztésében, illetve az óbudai műemléki, régészeti és városképi rendezési tervek elkészítésében. Jelentős szerepet vállalt a főváros műemléképületeinek összeállításában, városképileg fontos épületei történetének feldolgozásában.

## Elismertsége
Dr. Borsos Béla Sándor munkájának elismertségét jelzi, hogy tagja volt 1952 és 1962 között a Magyar Tudományos Akadémia Városépítés-történeti Albizottságának. Tovább 1964-től rendes tagja az International Association for the History of Glass-nek.

## Halála, emlékezete
Dr. Borsos Béla Sándor 1991 októberében Budapesten hunyt el. Sírja a Farkasréti temetőben található.
Születésének századik évfordulóján, 2013. szeptember 18-án az Iparművészeti Múzeumban emlékkonferenciát és kiállítást rendeztek a tiszteletére.

## Főbb művei
- A magyar üvegművesség története. Egyetemi doktori értekezés (Bp., 1948)
- Régi pesti üvegpoharak (A „Budapest” könyvtára. 8. Bp., 1948)
- Az óbudai városrendezés régészeti előkészítése (Építés, építészet, 1951)
- Bonyhád városképi és műemléki vizsgálata (Bp., 1953)
- A Vár szerepe Budapest városképében. Pogány Frigyessel (Magyar Építőművészet, 1954)
- Az óbudai táborváros- múzeum városrendezési jelentősége és építőművészeti megoldása (Budapest, Régiségei, 1955)
- Buda városképének kialakulása (Magyarország műemléki topográfiája. Bp., 1955)
- Budapest műemléképületeinek jegyzéke. Összeáll. Többekkel (2. jav. kiad. Bp., 1955)
- A Király-fürdő (Építés- és Közlekedéstudományi Közlemények, 1957)
- A Királyfürdő helyreállítása (Műemlékvédelem, 1958)
- Budapest építészettörténete, városképei és műemlékei. Sódor Alajossal, Zádor Mihállyal. Ill. Kovács Ödön (Bp., 1959)
- Régi magyar üvegművészet. Kismonográfia (Iparművészet. Bp., 1965; németül és angolul is)
- A magyarországi üvegművesség története. Kandidátusi értekezés (Bp., 1966)
- A műemléki szakigazgatás főbb kérdései (Építés- és Közlekedéstudományi Közlemények, 1966)
- A Magyarországi Műemlékek Ideiglenes Bizottságának működése és a gyűjtemények kialakulásának kezdete. I. (Magyar Műemlékvédelem. 1967–1968. Bp., 1970)
- Korai magyar fürdőkúra-poharak (Orvostörténeti Közlemények, 1971)
- A magyar műemlékvédelem hivatala és gyűjteményei az 1881. évi törvény megjelenésétől Henszlmann Imre haláláig. II. (Magyar Műemlékvédelem. 1971–1972. Bp., 1974)
- Régi pest-budai patikák üvegedényei (Orvostörténeti Közlemények, 1974)
- A magyar üvegművesség (Bp., 1974)
- Az üvegművesség története és szakmai esztétikája. Egyetemi tankönyv (Bp., 1975)
- A műtárgyak állapota és értéke (Művészettörténeti Értesítő, 1979)
- Magyar vadász lőportartók (Bp., 1982; németül és angolul is)
- Anyag és technika stílusformáló szerepe az európai üvegművesség történetében. Doktori értekezés (Bp., 1985)

## Származása
| szentgróthi Borsos Béla Sándor (Beregszász, 1913. július 31. – Budapest, 1991. október) építészmérnök, művészettörténész, egyetemi tanár, a művészettörténeti tudományok kandidátusa, a Magyar Építészeti Múzeum alapítója | Apja: szentgróthi Borsos József Kálmán (Makkoshotyka, 1875. november 13. – ) a Szolnoki Királyi Ügyészség elnöke | Apai nagyapja: szentgróthi Borsos György (Nagygéres, 1839. február 13. – Nagygéres, 1898. szeptember 14.) gazdatiszt | Apai nagyapai dédapja: szentgróthi Borsos Péter (Nagygéres, 1806. december 5. – Nagygéres, 1895. december 23.) 1842-ben igazolta a család nemességét |
| szentgróthi Borsos Béla Sándor (Beregszász, 1913. július 31. – Budapest, 1991. október) építészmérnök, művészettörténész, egyetemi tanár, a művészettörténeti tudományok kandidátusa, a Magyar Építészeti Múzeum alapítója | Apja: szentgróthi Borsos József Kálmán (Makkoshotyka, 1875. november 13. – ) a Szolnoki Királyi Ügyészség elnöke | Apai nagyapja: szentgróthi Borsos György (Nagygéres, 1839. február 13. – Nagygéres, 1898. szeptember 14.) gazdatiszt | Apai nagyapai dédanyja: Vagrintsits Katalin |
| szentgróthi Borsos Béla Sándor (Beregszász, 1913. július 31. – Budapest, 1991. október) építészmérnök, művészettörténész, egyetemi tanár, a művészettörténeti tudományok kandidátusa, a Magyar Építészeti Múzeum alapítója | Apja: szentgróthi Borsos József Kálmán (Makkoshotyka, 1875. november 13. – ) a Szolnoki Királyi Ügyészség elnöke | Apai nagyanyja: hubói Hubay Berta (Tarcal, 1852. május 29. – Nagygéres, 1928. augusztus 29.)                         | Apai nagyanyai dédapja: hubói Hubay Boldizsár református kántor                                                                                      |
| szentgróthi Borsos Béla Sándor (Beregszász, 1913. július 31. – Budapest, 1991. október) építészmérnök, művészettörténész, egyetemi tanár, a művészettörténeti tudományok kandidátusa, a Magyar Építészeti Múzeum alapítója | Apja: szentgróthi Borsos József Kálmán (Makkoshotyka, 1875. november 13. – ) a Szolnoki Királyi Ügyészség elnöke | Apai nagyanyja: hubói Hubay Berta (Tarcal, 1852. május 29. – Nagygéres, 1928. augusztus 29.)                         | Apai nagyanyai dédanyja: Danavár Amália |
| szentgróthi Borsos Béla Sándor (Beregszász, 1913. július 31. – Budapest, 1991. október) építészmérnök, művészettörténész, egyetemi tanár, a művészettörténeti tudományok kandidátusa, a Magyar Építészeti Múzeum alapítója | Anyja: nemes Sarkadi Nagy Ilona Eszter (Sárospatak, 1882. február – ?)                                           | Anyai nagyapja: nemes Sarkadi Nagy Sándor földbirtokos                                                               | Anyai nagyapai dédapja: |
| szentgróthi Borsos Béla Sándor (Beregszász, 1913. július 31. – Budapest, 1991. október) építészmérnök, művészettörténész, egyetemi tanár, a művészettörténeti tudományok kandidátusa, a Magyar Építészeti Múzeum alapítója | Anyja: nemes Sarkadi Nagy Ilona Eszter (Sárospatak, 1882. február – ?)                                           | Anyai nagyapja: nemes Sarkadi Nagy Sándor földbirtokos                                                               | Anyai nagyapai dédanyja: |
| szentgróthi Borsos Béla Sándor (Beregszász, 1913. július 31. – Budapest, 1991. október) építészmérnök, művészettörténész, egyetemi tanár, a művészettörténeti tudományok kandidátusa, a Magyar Építészeti Múzeum alapítója | Anyja: nemes Sarkadi Nagy Ilona Eszter (Sárospatak, 1882. február – ?)                                           | Anyai nagyanyja: nemes Sarkadi Nagy Sára                                                                             | Anyai nagyanyai dédapja: |
| szentgróthi Borsos Béla Sándor (Beregszász, 1913. július 31. – Budapest, 1991. október) építészmérnök, művészettörténész, egyetemi tanár, a művészettörténeti tudományok kandidátusa, a Magyar Építészeti Múzeum alapítója | Anyja: nemes Sarkadi Nagy Ilona Eszter (Sárospatak, 1882. február – ?)                                           | Anyai nagyanyja: nemes Sarkadi Nagy Sára                                                                             | Anyai nagyanyai dédanyja: |